# Juan José Elgezabal
Juan José Elgezabal Bustinza (Bakio, 22 dicembre 1963) è un ex calciatore spagnolo.

## Carriera

### Club
Cresciuto nella cantera dell'Athletic Bilbao, debutta con il Bilbao Athletic nella stagione 1982-1983. Nel corso dello stesso anno viene "promosso" alla prima squadra, debuttando in Primera División spagnola il 2 gennaio 1983 nella partita Athletic-Las Palmas (3-0). Milita quindi per sette anni con i rojiblancos con cui vince due scudetti, una supercoppa di Spagna ed una Coppa del Re, venendo ceduto nel 1989-1990 al Logrones, dove disputa altri tre anni nel massimo campionato spagnolo.
Segue quindi un'esperienza biennale tra le file dell'Espanyol, per concludere la carriera con il Gernika.

## Palmarès

### Competizioni nazionali
- Campionato spagnolo: 2

Athletic Bilbao: 1982-1983, 1983-1984
- Coppa di Spagna: 1

Athletic Bilbao: 1984
- Supercoppa di Spagna: 1

Athletic Bilbao: 1985